# Hej brigade
»Hej brigade« je slovenska skladba, koračnica in neuradna partizanska himna, ki jo je leta 1943 prva odpela Bogdana Stritar. Besedilo je napisal Matej Bor, glasbo pa Franc Šturm.

## Nastanek
Besedilo pesmi osnovni osnutek melodije, je konec oktobra 1942 napisal Matej Bor, ko je iz partizanov prišel na začasno delo in zdravljenje v Ljubljano ter bival pri družini Vovk v Svetosavski ulici za Bežigradom. 
Bor je prosil skladatelja Franceta Šturma, da bi pesem dokončno uglasbil, in uglasbena je bila aprila 1943. Prvič je pesem zapela Bogdana Stritar septembra 1943 v bližini Starih Žag na Dolenjskem. 
Ob prvi izvedbi ni dosegla posebnega uspeha, nato pa je z nekaj popravki v melodiji postala uspešnica. Originalen zapis se ni ohranil, ker je Franc Šturm 11. novembra 1943 padel na Krimu. 
Melodijo si je zapomnila Bogdana Stritar, na novo pa jo je zapisal Radoslav Hrovatin. Kasneje jo je za moški partizanski zbor priredil Karol Pahor.

## Besedilo
»Motiv je nastal spontano, prej melodija kot
besedilo, najprej pa ritem. Ko sem poslušal
 partizanske mitraljeze, ki so odmevali okoli
LJ, največ tam od Polhograjskih dolomitov,
se mi je stožilo po hostah...z drugo besedo,
po svobodi, ki je bila navzlic vsem težavam
tam, a je v Ljubljani ni bilo.«

Obstajata dve verziji, ki se razlikujeta v dveh verzih in zadnji kitici
| Hej, brigade, hitite, razpodite, požgite, gnezda belih podgan, črnih psov! Hej, mašinca, zagodi, naj odmeva povsodi, naš pozdrav iz svobodnih gozdov! Hej, mašinca, zagodi, naj odmeva povsodi, naš pozdrav iz svobodnih gozdov! Kje so meje, pregrade, za slovenske brigade? Ne, za nas ni pregrad in ne mej! Po slemenih oblačnih in po grapah temačnih vse od zmage do zmage naprej! Po slemenih oblačnih in po grapah temačnih vse od zmage do zmage naprej! Pride dan, ko z Ljubljano, zdaj nevesto prodano, bomo šli pred svobode oltar. Hej, od naše gostije vrgli bomo pomije psom, ki danes so nam gospodar. Hej, od naše gostije vrgli bomo pomije psom, ki danes so nam gospodar. | Hej, brigade, hitite, razpodite, zatrite, požigalce slovenskih domov!, Hej, mašinca, zagodi, naj odmeva povsodi, naš pozdrav iz svobodnih gozdov! Hej, mašinca, zagodi, naj odmeva povsodi, naš pozdrav iz svobodnih gozdov! Kje so meje, pregrade, za slovenske brigade? Ne, za nas ni pregrad in ne mej! Po slemenih oblačnih in po grapah temačnih vse od zmage do zmage naprej! Po slemenih oblačnih in po grapah temačnih vse od zmage do zmage naprej! Čez poljane požgane tja do bele Ljubljane naša vojska prodre kot vihar! Dokler tu so brigade, kdor zemljo nam ukrade? Na Slovenskem smo mi gospodar! Dokler tu so brigade, kdor zemljo nam ukrade? Na Slovenskem smo mi gospodar! |